# Campodorus ussuriensis
Campodorus ussuriensis är en stekelart som beskrevs av Dmitriy R. Kasparyan 2005. Campodorus ussuriensis ingår i släktet Campodorus och familjen brokparasitsteklar. Inga underarter finns listade.